# Phallopirates
Phallopiratinae
Sous-famille
Genre
Phallopirates est un genre  de punaises, insectes hémiptères hétéroptères, de la famille des Enicocephalidae, endémique de l'Asie du Sud-Est. C'est pour l'instant le seul connu de la sous-famille des Phallopiratinae. 

## Description
Ces petits insectes ont, comme les autres Enicocephalomorpha, la tête allongée, séparée en deux lobes par une constriction placée en arrière des yeux. Les antennes et le rostre comptent quatre segments. Comme chez les autres Enicocephalidae (à l'exception des Alienatinae), le pronotum est formée de trois lobes, dont un collier antérieur bien marqué (contrairement aux Megenicocephalinae). Les pattes antérieures sont de type ravisseuses, c'est-à-dire avec le fémur et le tibia élargis pour saisir et retenir des proies, et chez les mâles, ce tibia est aplati sur deux plans. Les tarses antérieurs comptent un seul segment, alors que les tarses des pattes médianes et postérieures en comptent deux. Seuls les mâles sont connus, et par des individus tous macroptères, dont les ailes antérieures et postérieures portent sur les deux faces de grandes soies (macrotrichia) tant sur les veines que sur les parties membraneuses (alors que chez les Enicocephalinae ou les Phthirocorinae, elles ne sont présentes que sur la face supérieure de l'aile antérieure, et seulement sur les veines et la bordure de l'aile). Les organes génitaux mâles sont particuliers, avec notamment de grands paramères apparaissant à l'extérieur du pygophore. Les femelles ne sont pas connues.

## Répartition
Ce genre est endémique de l'Asie du Sud-Est, dans l'écozone indomalaise (ou orientale),, avec deux espèces des Philippines (P. culionicus, P. palawanicus), une de Bornéo (P. borneensis), et une de Malaisie (P. malayicus). 

## Biologie
Leur biologie n'est pratiquement pas connue. Il s'agit de punaises prédatrices, comme en témoigne l'adaptation des pattes ravisseuses, et comme tous les Enicocephalomorpha. Seuls des mâles ont été trouvés, collectés par des pièges lumineux, ce qui empêche de connaître leur habitat spécifiques et leurs mœurs. L'hypothèse concernant les femelles est qu'elles ne volent pas.  Chez les mâles, les organes génitaux ne présentent pas de gonopore, et Pavel Štys, descripteur du genre, a fait l'hypothèse d'une copulation « androtraumatique », où le mâle doit briser l'extrémité de son organe inséminateur pour pouvoir transmettre les spermatophores à la femelle,.

## Systématique
Ce genre a été décrit par l'entomologiste tchèque Pavel Štys en 1985, qui les place d'emblée dans une sous-famille propre au sein des Enicocephalidae, les Phallopiratinae. Ce placement est conservé dans la classification par ce même auteur des Enicocephalomorpha de 1989, de même que par Petr Baňař (d) dans sa thèse sur les Enicocephalidae de l'écozone indomalaise. Pour l'instant, c'est le seul genre décrit au sein des Phallopiratinae, mais Štys mentionne au moins trois genres qui en feraient également partie et qui sont en attente de description. Il considère qu'il s'agit d'un genre ancestral au sein des Enicocephalidae.
On en connaît quatre espèces décrites (de Bornéo, des Philippines et de Malaisie), mais il est possible que d'autres espèces soient découvertes, s'agissant d'espèces aux mœurs cryptiques et rarement récoltées.

### Liste d'espèces
Selon ITIS (17 novembre 2023) :
- Phallopirates borneensis Štys, 1985
- Phallopirates culionicus Štys, 1985
- Phallopirates malayicus Štys, 1985
- Phallopirates palawanicus Štys, 1985

### Phallopiratinae
- (fr + en) ITIS : Phallopiratinae  Štys, 1985 (consulté le 17 novembre 2023)

### Phallopirates
- (fr + en) GBIF : Phallopirates  Štys, 1985 (consulté le 17 novembre 2023)
- (fr + en) ITIS : Phallopirates  Štys, 1985 (consulté le 17 novembre 2023)
- (en) Tree of Life Web Project : Phallopirates (consulté le 17 novembre 2023)